# Менцикен
Менцикен (нем. Menziken) — коммуна в Швейцарии, в кантоне Аргау.
Входит в состав округа Кульм. Официальный код — 4139.
На 31 декабря 2021 года население составляло 6666 человек.
1 января 2023 года к Менцикену была присоединена коммуна Бург (население на 31.12.2021 — 1066 человек).